# غور الصافي (الكرك)
غور الصافي منطقة سكنية تقع في لواء الأغوار الجنوبية، محافظة الكرك في الأردن. تنتمي المنطقة لقضاء غور الصافي الذي يضم 5 مناطق. يقدر عدد سكانها بـ 27304 نسمة حسب إحصاء 2015.

## انظر أيضًا

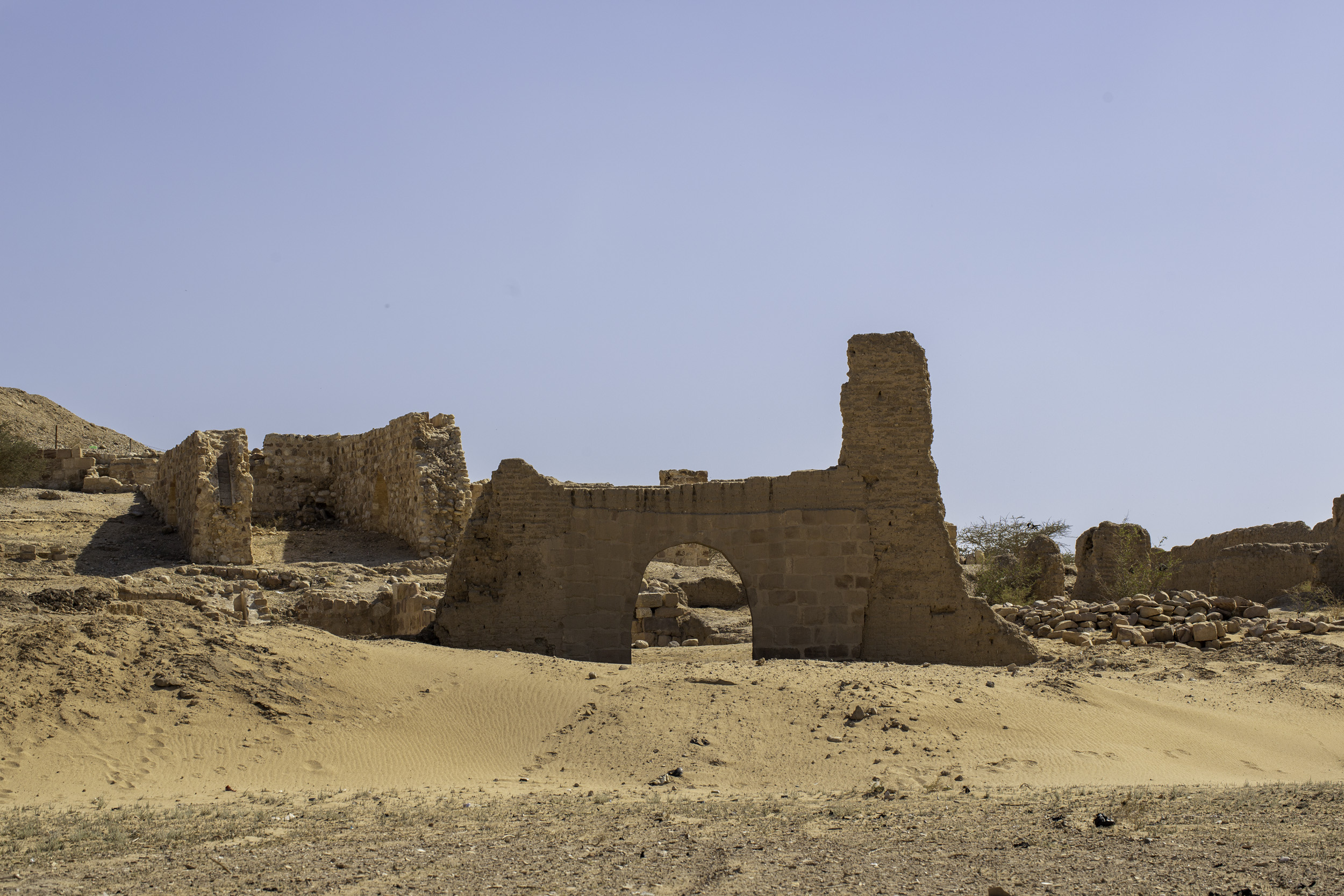
صورة لأحد المصانع الأثرية القديمة في غور الصافي، التي كانت تقوم على صناعة قصب السكر، وكانت تسمى (مصانع الصافي).

## الوصلات الخارجية
- دائرة الاحصاءات العامة